# Lista de prêmios e indicações recebidos por Saulo Fernandes
Este artigo compila a lista de prêmios e indicações de Saulo Fernandes, um cantor e compositor brasileiro. Em 1996 começou a carreira cantando na banda Chica Fé, deixando-a em 2002 para assumir os vocais da Banda Eva, na qual ficou por onze anos e lançou seis discos, extraindo sucessos como "Não Me Conte Seus Problemas", "É do Eva", "Rua 15", "Toda Linda", "Circulou" e "Preta". Resgatando as raízes do axé, Saulo mudou a concepção da banda e imprimiu uma personalidade regional, com canções direcionadas às vertentes africanas empregadas na música baiana, deixando o Eva no Carnaval de 2013.

## Grammy Latino
| Ano  | Categoria                    | Indicação                          | Resultado | Ref.  |
| ---- | ---------------------------- | ---------------------------------- | --------- | ----- |
| 2009 | Álbum Infantil Latino do Ano | Veveta e Saulinho - A Casa Amarela | Indicado  | [ 3 ] |

## Prêmio Bahia FM de Música
| Ano  | Categoria     | Indicação       | Resultado | Ref.  |
| ---- | ------------- | --------------- | --------- | ----- |
| 2009 | Melhor Cantor | Saulo Fernandes | Venceu    | [ 4 ] |

## Troféu Band Folia
| Ano  | Categoria     | Indicação       | Resultado | Ref.          |
| ---- | ------------- | --------------- | --------- | ------------- |
| 2003 | Revelação     | Saulo Fernandes | Venceu    | [ 5 ]         |
| 2008 | Melhor Cantor | Saulo Fernandes | Venceu    | [ 6 ]         |
| 2009 | Melhor Cantor | Saulo Fernandes | Venceu    | [ 7 ]         |
| 2010 | Melhor Cantor | Saulo Fernandes | Venceu    | [ 8 ]         |
| 2012 | Melhor Cantor | Saulo Fernandes | Venceu    | [ 9 ] [ 10 ]  |
| 2013 | Melhor Cantor | Saulo Fernandes | Venceu    | [ 11 ] [ 12 ] |
| 2014 | Melhor Cantor | Saulo Fernandes | Venceu    | [ 13 ]        |
| 2015 | Melhor Cantor | Saulo Fernandes | Venceu    | [ 14 ]        |
| 2016 | Melhor Cantor | Saulo Fernandes | Venceu    | [ 15 ]        |
| 2017 | Melhor Cantor | Saulo Fernandes | Venceu    | [ 16 ]        |

## Prêmio Sociedade AM
| Ano  | Categoria     | Indicação       | Resultado | Ref.  |
| ---- | ------------- | --------------- | --------- | ----- |
| 2009 | Melhor Cantor | Saulo Fernandes | Venceu    | [ 4 ] |

## Prêmio Sucesso
| Ano  | Categoria     | Indicação       | Resultado | Ref.  |
| ---- | ------------- | --------------- | --------- | ----- |
| 2009 | Melhor Cantor | Saulo Fernandes | Venceu    | [ 4 ] |

## Troféu Castro Alves
| Ano  | Categoria                    | Indicação                        | Resultado | Ref.   |
| ---- | ---------------------------- | -------------------------------- | --------- | ------ |
| 2003 | Melhor Cantor                | Saulo Fernandes                  | Venceu    | [ 17 ] |
| 2008 | Melhor Cantor                | Saulo Fernandes                  | Venceu    | [ 17 ] |
| 2009 | Melhor Cantor                | Saulo Fernandes                  | Venceu    | [ 18 ] |
| 2010 | Melhor Performance Masculina | Saulo Fernandes                  | Venceu    | [ 19 ] |
| 2010 | Melhor Cantor                | Saulo Fernandes                  | Indicado  | [ 19 ] |
| 2011 | Melhor Performance Masculina | Saulo Fernandes                  | Indicado  | [ 20 ] |
| 2011 | Melhor Cantor                | Saulo Fernandes                  | Indicado  | [ 20 ] |
| 2012 | Melhor Performance Masculina | Saulo Fernandes                  | Venceu    | [ 21 ] |
| 2012 | Melhor Cantor                | Saulo Fernandes                  | Venceu    | [ 21 ] |
| 2013 | Melhor Performance Masculina | Saulo Fernandes                  | Venceu    | [ 22 ] |
| 2013 | Melhor Cantor                | Saulo Fernandes                  | Venceu    | [ 22 ] |
| 2014 | Música do Carnaval           | "Raiz de Todo Bem"               | Venceu    | [ 23 ] |
| 2014 | Melhor Cantor                | Saulo Fernandes                  | Venceu    | [ 23 ] |
| 2014 | Melhor Bloco de Axé          | Bloco Coruja (com Ivete Sangalo) | Venceu    | [ 23 ] |
| 2015 | Melhor Performance Masculina | Saulo Fernandes                  | Venceu    | [ 24 ] |
| 2015 | Melhor Cantor                | Saulo Fernandes                  | Indicado  | [ 24 ] |
| 2016 | Melhor Performance Masculina | Saulo Fernandes                  | Venceu    | [ 25 ] |
| 2016 | Melhor Cantor                | Saulo Fernandes                  | Venceu    | [ 25 ] |

## Troféu Dodô e Osmar
| Ano  | Categoria               | Indicação                               | Resultado | Ref.   |
| ---- | ----------------------- | --------------------------------------- | --------- | ------ |
| 2003 | Cantor Revelação        | Saulo Fernandes                         | Venceu    | [ 26 ] |
| 2007 | Melhor Cantor           | Saulo Fernandes                         | Indicado  | [ 27 ] |
| 2009 | Melhor Cantor           | Saulo Fernandes                         | Indicado  | [ 28 ] |
| 2010 | Melhor Puxador de Bloco | Saulo Fernandes                         | Venceu    | [ 29 ] |
| 2010 | Melhor Cantor           | Saulo Fernandes                         | Indicado  | [ 29 ] |
| 2011 | Melhor Puxador de Bloco | Saulo Fernandes                         | Venceu    | [ 30 ] |
| 2011 | Melhor Cantor           | Saulo Fernandes                         | Venceu    | [ 30 ] |
| 2014 | Melhor Música           | "Raiz de Todo Bem"                      | Indicado  | [ 31 ] |
| 2014 | Melhor Cantor           | Saulo Fernandes                         | Venceu    | [ 31 ] |
| 2014 | Álbum Destaque          | Saulo ao Vivo                           | Venceu    | [ 31 ] |
| 2015 | Melhor Cantor           | Saulo Fernandes                         | Indicado  | [ 32 ] |
| 2015 | Melhor Bloco            | Bloco Cerveja & Cia (com Ivete Sangalo) | Venceu    | [ 32 ] |
| 2015 | Melhor Bloco            | Bloco Coruja (com Ivete Sangalo)        | Indicado  | [ 32 ] |
| 2016 | Melhor Cantor           | Saulo Fernandes                         | Indicado  | [ 33 ] |
| 2016 | Melhor Puxador de Bloco | Saulo Fernandes                         | Indicado  | [ 33 ] |

## Troféu iBahia
| Ano  | Categoria        | Indicação          | Resultado | Ref.   |
| ---- | ---------------- | ------------------ | --------- | ------ |
| 2016 | Tema de Salvador | "Raiz de Todo Bem" | Venceu    | [ 34 ] |